# Serrat de Sant Ponç (Sant Julià de Vilatorta)
El Serrat de Sant Ponç és una muntanya de 655 metres que es troba al municipi de Sant Julià de Vilatorta, a la comarca d'Osona.